# Papel digital
El papel digital, también conocido como papel interactivo, es un tipo de papel con un patrón impreso que se utiliza conjuntamente con un lápiz digital para crear documentos digitales manuscritos. El patrón de puntos impreso permite identificar singularmente las coordenadas de posición sobre el papel. El lápiz digital utiliza este patrón para almacenar la letra captada y cargarla en un ordenador.

## El papel
El patrón de punto es una clase de código de barras de dos dimensiones; el más común es el patrón de puntos propietario Anoto. En este patrón de puntos, el papel es dividido por un entramado con un espaciado de aproximadamente 0.3 mm, un punto es impreso dentro de un offset de intersección ligeramente en cuatro direcciones, una cámara en el bolígrafo típicamente capta un grupo de puntos de 6 x 6. El patrón completo puede consistir en 6,6984515711577E+20 puntos, y puede cubrir un área que supera los 4.6 millones de km² (esto corresponde a 73 billones de hojas únicos de tamaño folio).
El espacio de patrón completo se divide en varios ámbitos. Estos ámbitos pueden emplearse para definir el tipo de papel, o para indicar el propósito del papel (por ejemplo, formato memo, planificación personal, papel de libreta, notas Post-it, etcétera).

### ANOTO
El patrón de puntos Anoto puede ser impreso sobre casi cualquier tipo de papel, utilizando un proceso de impresión estándar y tinta negra con base de carbono con una resolución de al menos 600 dpi (o hasta 1000 dpi). El papel puede ser de cualquier forma o tamaño con un margen libre mayor de 2 mm. La tinta absorbe la luz infrarroja emitida por el lápiz digital; el bolígrafo contiene un sensor que interpreta el patrón De Bruijn reflejado por el papel. Otros colores de tinta, incluyendo tinta no basada en carbono, se pueden utilizar para imprimir información que será visible para el usuario, pero invisible al lápiz digital.